# 邦蒂群岛

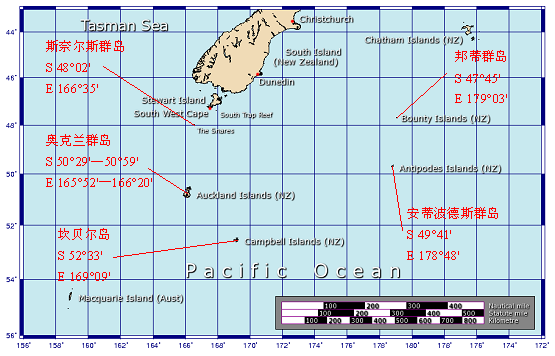
邦蒂群島和其他亞南極群島及紐西蘭南島的相對位置圖

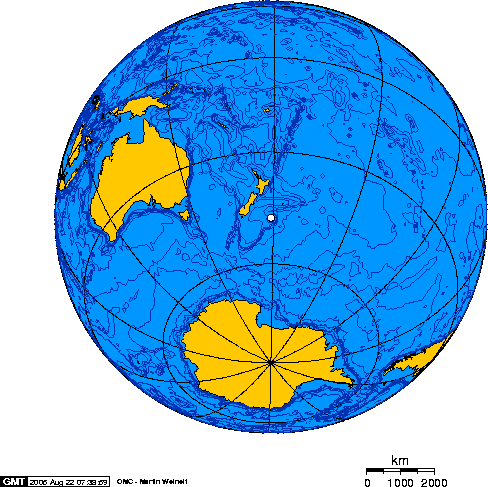
正投影圖

邦蒂群島（英語：Bounty Islands）是屬於紐西蘭的無人群島。位於南緯47度40分到47度45分、東經179度02分到179度07分之間。是紐西蘭的世界遺產亞南極群島的一部份。
這個群島於1788年被邦蒂號的威廉·布萊給發現因此命名為邦蒂群島。

## 生物
此地为国际鸟盟定下的重要鸟区之一，竖冠企鹅、萨氏信天翁、邦岛鸬鹚都在此繁殖。
在19世紀的時候曾經是獵捕海豹的基地，在19世紀中葉都還有看到海豹的繁殖群，但是到了末葉的時候幾乎滅絕。在紐西蘭政府的保護政策之下1980年代數量已經回復至16,000頭左右。